# Kosovo i olympiska vinterspelen för ungdomar 2024
Kosovo deltog vid olympiska vinterspelen för ungdomar 2024 i Gangwon i Sydkorea mellan den 19 januari och 1 februari 2024. Det var andra gången som Kosovo tävlade vid olympiska vinterspelen för ungdomar efter att ha debuterat fyra år tidigare.
Kosovos trupp bestod av två alpina skidåkare (en per kön). De alpina skidåkarna Klos Vokshi och Lirika Deva var landets fanbärare under öppningsceremonin.

## Tävlande
Följande är en lista över antalet tävlande som deltog i spelen per sport/disciplin.
| Sport            | Herrar | Damer | Totalt |
| ---------------- | ------ | ----- | ------ |
| Alpin skidåkning | 1      | 1     | 2      |
| Totalt           | 1      | 1     | 2      |

## Alpin skidåkning
Kosovo hade två alpina skidåkare som kvalificerat sig (en per kön).
| Idrottare   | Gren                 | Åk 1  | Åk 1      | Åk 2  | Åk 2      | Totalt  | Totalt    |
| Idrottare   | Gren                 | Tid   | Placering | Tid   | Placering | Tid     | Placering |
| ----------- | -------------------- | ----- | --------- | ----- | --------- | ------- | --------- |
| Klos Vokshi | Herrarnas storslalom | 58,34 | 54        | 0DNF0 | 0DNF0     | 0DNF0   | 0DNF0     |
| Lirika Deva | Damernas storslalom  | 56,08 | 38        | 58,79 | 29        | 1.54,87 | 31        |
| Lirika Deva | Damernas slalom      | 56,14 | 38        | 54,01 | 28        | 1.50,15 | 27        |